# Australopithecus
Az Australopithecina az emberfélék (Hominidae) családján belül a Hominina öregnem egy mára letűnt csoportja, amelyhez az Australopithecus és a Paranthropus nemek tartoznak, míg a velük rokon másik csoportot az ember (Homo) neme alkotja.
A csoport elméleti szempontból nagyon jelentős. Egyrészt: fogazat, csontozat, valószínűsíthető életmód stb. szempontjából sajátos átmenetet képeznek az emberszabású majmok és az emberfélék között, annak ellenére, hogy ez az alaktani és anatómiai hasonlóság nem feltétlenül jelent fejlődéstörténeti rokonságot. Az utóbbi kérdésben, a csoport emberré válásban betöltött szerepében nincs teljes tudományos konszenzus. Az e nembe tartozó két fajt, az Australopithecus afarensist, illetve a fejlettebb Australopithecus africanust, a tudósok többsége az emberek (Homo nem) közvetett ősének, az előembereket megelőző fejlődési fokozatnak („majomember”) tartja. Más tudósok (pl. a Leakey „paleontológus-dinasztia”) szerint az Australopithecina teljes egészében egy oldalág a törzsfejlődési fán.  Todd Charles Woodnak a 2010-es években elért eredményei szerint alighanem az Australopithecus sediba lehetett a korai emberfajok (Homo habilis, Homo rudolfensis) közvetlen őse, a gorillák és a csimpánzok ősei pedig más Australopithecus fajok (Australopithecus afarensis, Australopithecus garhi) közül kerülhettek ki. Ebben a koncepcióban az Australopithecus africanus egy kihalt oldalág. Akárhogy is, az Australopithecina tanulmányozása közvetve mindenképpen elképzelést nyújthat az emberősökről is.
Másrészt, mai tudásunk szerint több millió évig az Australopithecus-fajok voltak a legfejlettebb, legemberszerűbb főemlősök, és pár millió évig fennmaradtak az előemberek megjelenése után is, azokkal párhuzamosan élve.
Az Australopithecusok leleteinek felfedezése, tanulmányozása, s a velük kapcsolatos paleoantropológiai elméletek megalkotása, aktívan művelt, fejlődő, ám egyúttal bizonytalanságokkal terhes kutatási területet jelent. Számos maradvány ismert, ám egyrészt ezek nem elegendőek egy biztos kép kialakításához, másrészt, már-már rendszeresnek nevezhető jelleggel, újak kerülnek elő, s ezek gyakran megingatják a népszerűbb, valószínűbbnek tartott elméleteket is.

## Elnevezésük

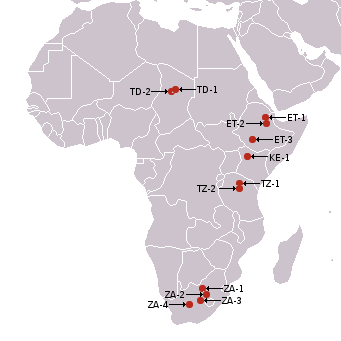
Az Australopithecus-leletek megtalálási helyei Afrikában:
Csád: TD-1 Bahr el Ghazal, TD-2 Djourab,
Etiópia: ET-1 Hadar, ET-2 Herto, ET-3 Omo,
Kenya: KE-1 Turkana-tó,
Tanzánia: TZ-1 Olduva, TZ-2 Laetoli,
Dél-Afrika: ZA-1 Sterkfontein, ZA-2 Swartkrans, ZA-3 Kromdraai, ZA-4 Taung.

Az Australopithecus név félrevezető, mert azt jelenti, hogy „déli majom”, holott – mint később látható – fajaik már nem tekinthetők majomnak. Az elnevezés oka, hogy régebben az antropológusok kisebb agyméretük miatt (egy időben azt tekintették döntőnek) inkább az emberszabású majmok közé sorolták őket.
A Paranthropus szó jelentése: „majdnem ember” vagy „ember melletti”. Ez a kifejezés az előbbi jelentésében szintén félrevezető, mivel a Paranthropus-ág  nem volt benne az ember leszármazási vonalában. Az „ember melletti” jelentés pedig olyan értelemben igaz, hogy a késői Paranthropus fajok egy időben éltek az ember ősének tekintett Homo erectus-szal.

## Fontosabb leletek és besorolásuk

### A taungi gyermek

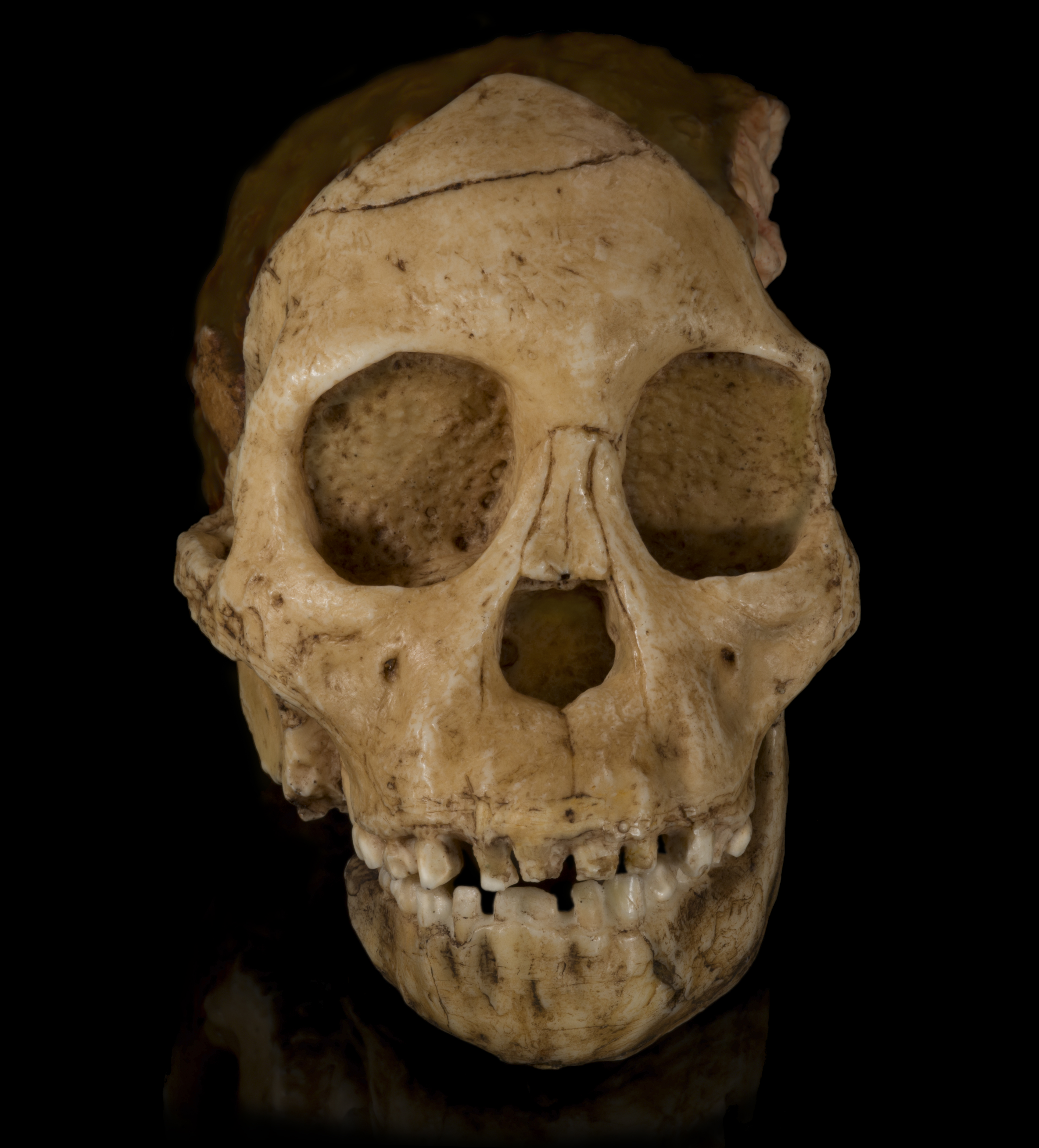
A taungi gyermek

Az első Australopithecus-leletet (Taung 1 vagy „taungi gyermek”) - amely valójában mindössze egy, nem is teljes koponyából állott - Raymond Dart ausztrál anatómus írta le 1924-ben Dél-Afrikában, és nevezte el Australopithecus africanusnak, amikor a Nature 1925-ös számában felfedezését nyilvánosságra hozta  (australo = déli, pithecium = majmocska).
Dart a fogazat, az öreglyuk helyzete és más anatómiai jellemzők figyelembe vételével arra a következtetésre jutott, hogy a taungi koponya birtokosa emberféleség, hominida volt, felegyenesedve járt, és megkockáztatta a feltevést, miszerint az A. africanus az átmeneti fejlődéstörténeti láncszem az ember és az alacsonyabbrendű főemlősök között. Nézetei azonban rendkívül hűvös fogadtatásra találtak, a Nature-nek már rögtön a következő számában négy (nem egy esetben meglehetősen lekicsinylő hangú) cikk jelent meg, amely váltig bizonygatta, hogy a taungi lelet „el sem téveszthetően” egy ősi emberszabású majom koponyája. A koponya erősen hiányos, valamint nem felnőtt egyedtől származó volta (melynek folytán a faj kifejlett koponyaformáját csak feltételezni lehetett) miatt sajnos nem lehetett teljesen elegendő ahhoz, hogy a Dartéhoz hasonló súlyos állításokat alapozzanak rá.
Hasonlóan járt R. Broom egy, később szintén Australopithecusként (A. robustus) azonosított lelete is. Az új fajok emberelődségét a tudományos világ vonakodott elismerni: sokan még azt is kétségbe vonták, hogy a faj képes volt-e valójában állandóan két lábon járni. Az új leletek agytérfogata ugyanis a majmokéhoz hasonlóan kicsi volt, és akkoriban úgy tartották, a két lábra állás, a kéz felszabadulása és a hominidák agytérfogatának jelentős megnövekedése között, ok-okozati kapcsolatnak kell lennie.  „A leletekből hiányzott az emberszerűség alapvető jellegzetessége: az agy kiugró fejlettsége, egész pszichológiai evolúciónk alapja.” (H. Vallois, 1952). Ez a nézet még mintegy két évtizedig tartotta magát.

### SK 48 (Paranthropus robustus)

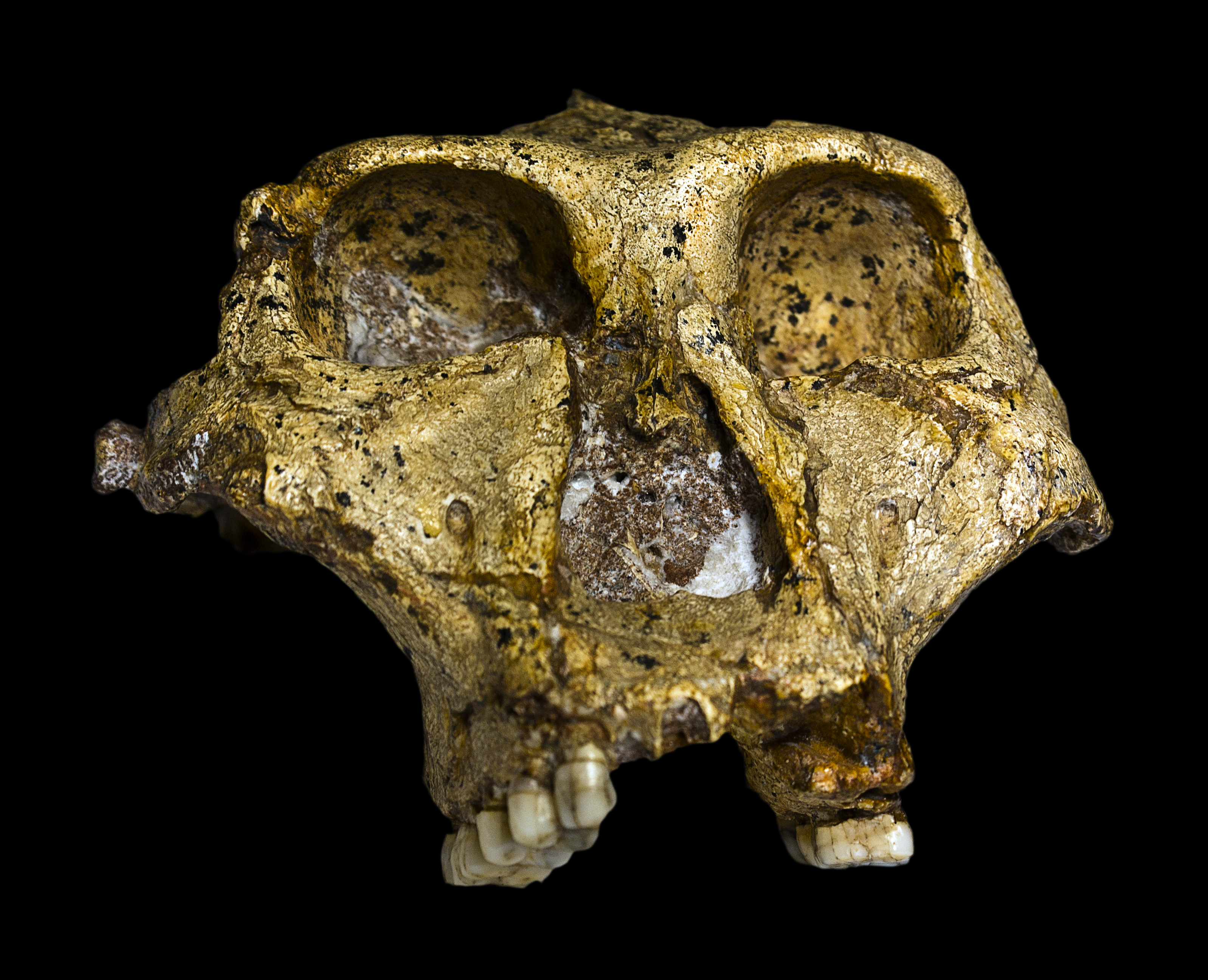
A Paranthropus robustus típuspéldánya

Broom 1938-ban találta meg a maga australopithecusát (szintén Dél-Afrikában, ahol egy múzeum munkatársaként dolgozott), amit Paranthropusnak nevezett el. A leletre (katalógusszáma SK 48) egy vasárnaponként túravezető minőségben pénzt kereső helyi iskolásfiú, Gert Terblanche útmutatásai nyomán tett szert, aki a lelőhely közelében, a sterkfontein-i barlangokban, megelőzőleg „különös fogat” talált.
Az Australopithecus emberféleséggé (hominidává) Broom fáradhatatlan aktivizmusa révén lépett elő, aki szüntelenül bombázta leveleivel, bizonyítékaival a vezető antropológusokat. Végül egyikük, Wilfried Le Gros Clark a leletek fogazatának tüzetes összehasonlító vizsgálatával (1950-ben publikálva a Journal of the Royal Anthropological Institute c. folyóiratban) arra a következtetésre jutott, hogy az A. africanus és az A. robustus mindketten sokkal közelebb állnak az emberhez, mint  az emberszabású majmokhoz. Ma már az is szinte kétségtelen, hogy az Australopithecus valóban két lábon járt, vagyis ez az életmód nincs szoros kapcsolatban az agy(koponya) fejlettségével.
A „déli majom” így hominidává ismertetett el, azonban, hogy tényleges elődje volt-e az embereknek, azt továbbra is olyan szaktekintélyek vonták (és vonják) kétségbe, mint L. Leakey, aki maga is számos hominida-leletet talált.
A felfedezés után csak mintegy tíz évvel, 1948-ban kezdődtek nagyobb ásatások az első P. robustus lelet helyszínén, ezek eredményeképp harmincöt egyed csontjai kerültek elő.

### Mrs. Ples

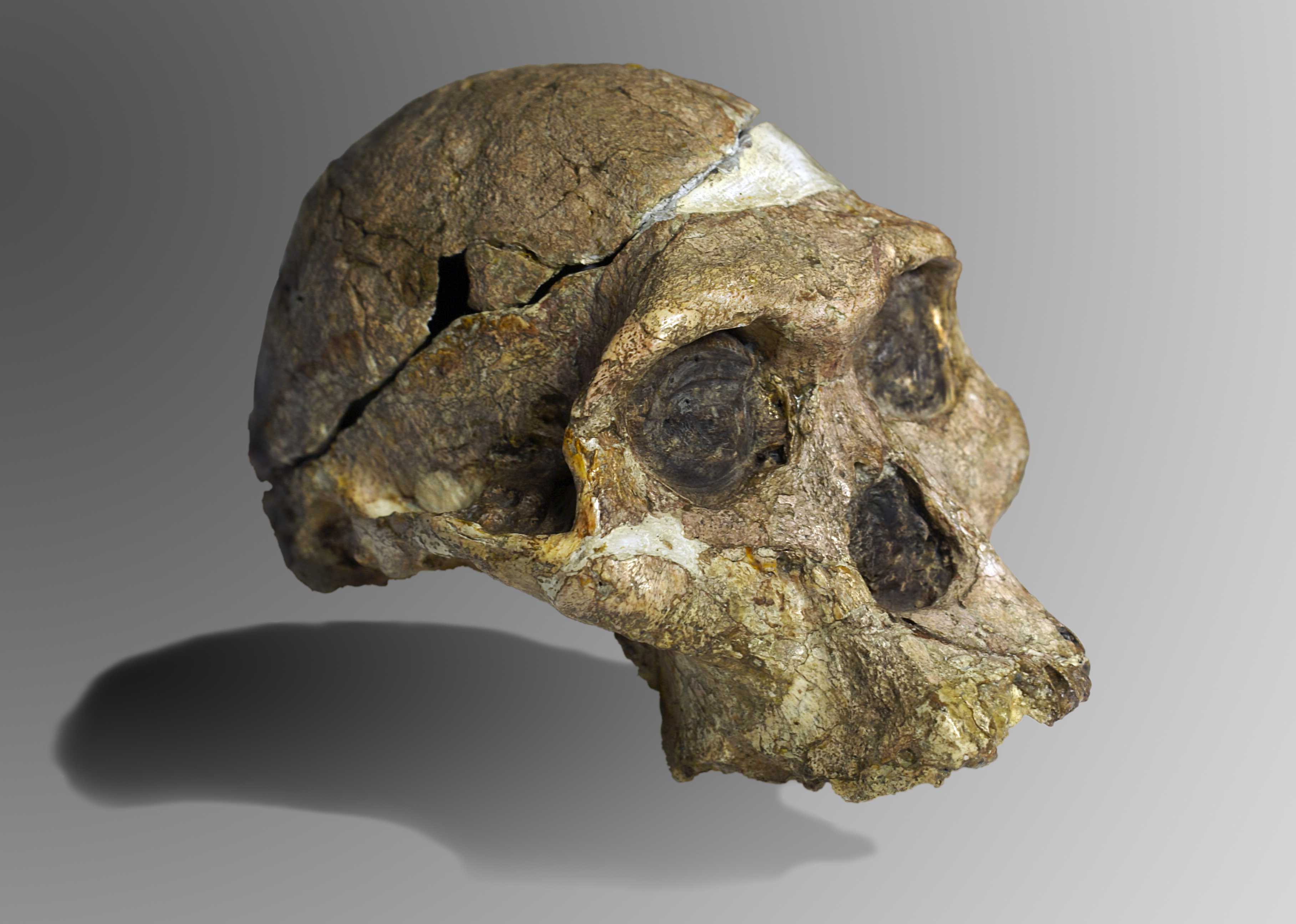
Mrs. Ples koponyája

Bár Dart, az első africanus koponya felfedezője cikkében azt állította, hogy a taungi „majomember” egy meglehetősen emberszerű faj gyermekkorú példánya, ezt sok antropológus kétkedve fogadta. Az első fontos bizonyítékok egyike Dart ember-majma mellett Broom egy másik, J. Robinsonnal közösen felfedezett 1947-es lelete volt, egy újabb, a felfedezők állítása szerint női koponya. Broom Plesianthropus transvaalensis-nak nevezte el az újonnan talált fajt, de e nyelvtörő név helyett a sajtó (a felfedező munkacsoport fiatalabb tagjainak tréfás nyeglesége nyomán) csak Mrs. Ples-nek nevezte az egykori előembert. Az alaposabb vizsgálatok nyomán két dolog történt: elég sokan kétségbe vonták, hogy a koponya tényleg nőé volt-e, abban azonban elég nagy egyetértés alakult ki, hogy Mrs. Ples az A. africanus faj egyede volt. Ples, akire az antropológusok  sokszor csak „STS 5”-ként hivatkoznak, máig a legteljesebb africanus koponyalelet. Mindazonáltal az „ember vagy majom?” kérdésben ez a lelet sem számított döntőnek (a Le Gros Clark-cikk megjelenéséig még három évnek kellett eltelnie), sőt néhány szakértőt csak megerősített abbéli véleményében, hogy az Australopithecus egy ősi majom volt (egyikük egy csipkelődő, noha nem túl gördülékeny limericket is írt erről). 

### A Zinjanthropus

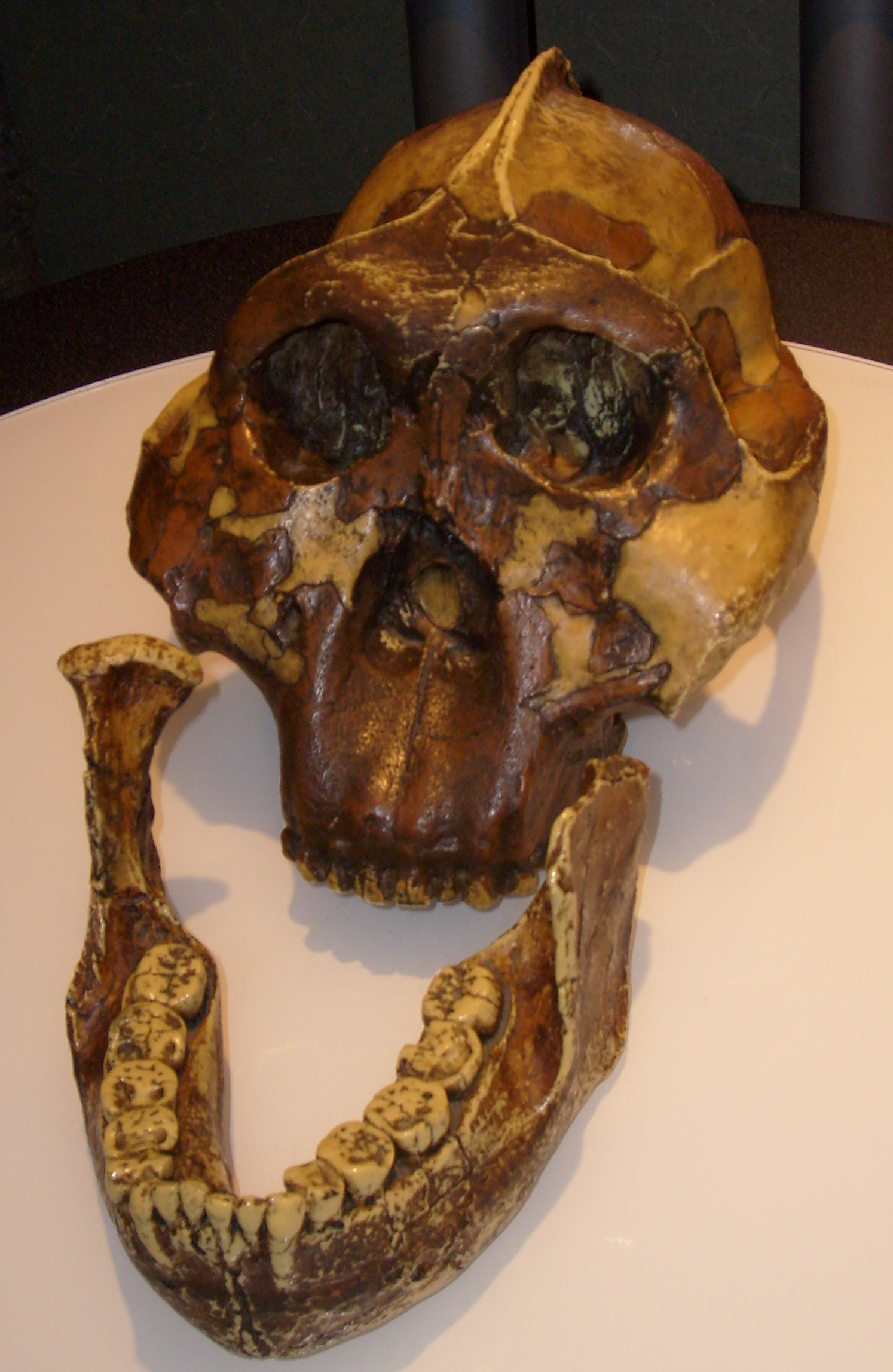
Az OH 5 katalógusszámú koponyalelet

Szintén koponyalelet – katalógusszáma: OH 5 (Zinj) –, az Olduvai-szurdokból, amely több ok (részben szinte teljesen hiánytalan, részben meglepően idős, részben pedig relatíve megbízhatóan datálható volta) miatt is tudományos szenzációvá lett. Mary Leakey, Louis Leakey felesége és munkatársa találta 1959-ben. A legenda szerint férje, aki betegségét feledve a felfedezés helyszínére rohant, hogy megnézze, csalódással fogadta, mondván: „az ördögbe is, ez csak egy újabb A. robustus!” - ugyanis Louis Leakey ekkor már sejtette, hogy a környéken egy, az Australopithecusnál jóval fejlettebb, de az ekkor már ismert Homo erectusnál korábbi fajnak, egy valódi Homonak is kellett élnie, és a kutatást ebben az irányban szerette volna eredményesnek látni (még megérte ennek beteljesedését, a Homo habilis nem sokkal későbbi bevezetését az antropológiába). A felfedezés mégsem volt haszontalan, hisz újra elismertté tette Leakey-nek a harmincas években megtépázott hírnevét, és ömlött a pénz a további kutatáshoz.
A fajt a kutatócsoport Zinjantropus boiseinek nevezte el („Zinj”, azaz Zidzs Kelet-Afrika arab neve, Charles Boise pedig Leakey-ék egyik mecénása volt). Hamarosan Leakey maga keresztelte át Australopithecus boiseivé. A boisei egy újabb Australopithecus-faj volt, életmódjában és fejlődéstörténeti helyzetében (oldalág, „zsákutca”) a robustushoz hasonló.  Újabban e fajt a Paranthropus nembe sorolják (Paranthropus Boisei).

### Vastagfogú déli majom
Dél-Afrikában, Swartkransban, a szürke dolomitban 10 m mély, vörös színű, kemény, agyagos üledékkel kitöltött repülésben 1944-ben R.Broom orvos két koponyát, 273 fogat és egy teljes állkapcsokat ismertetett innen. A 46-os számú lelet kb. 150–155 cm magas, 60–70 kg súlyú australopithecus volt. Régen Paranthropus crassidens-nek nevezték, ma Australopithecus robustus-nak.  

### További leletek
Ezt azóta sok további lelet (köztük néhány szenzációs) követte szerte Afrikában, főleg a Kelet-Afrikán végighúzódó Nagy-hasadékvölgyből (Great Rift Valley). Az 1950-es évekig az akkori szokásoknak megfelelően minden lelet új nevet kapott, így meglehetős összevisszaság alakult ki a feltételezett emberelődök tömegében. Az antropológusok ekkor elkezdték fajokba sorolni őket, ám ez nem teljesen sikerült: máig hevesen vitatják, pontosan hol is állnak egymáshoz és a mai ember leszármazási vonalához képest.
A Hominina és a Panina öregnemek molekuláris biológiai vizsgálatok szerint mintegy 7-6 millió évvel ezelőtt váltak szét, vagyis ekkoriban élhetett az ember és a csimpánz közös őse. Az Australopithecina és a Homo ágak mintegy 2,5 millió évvel ezelőtt válhattak szét.

## Az Australopithecina-fajok testfelépítése általában

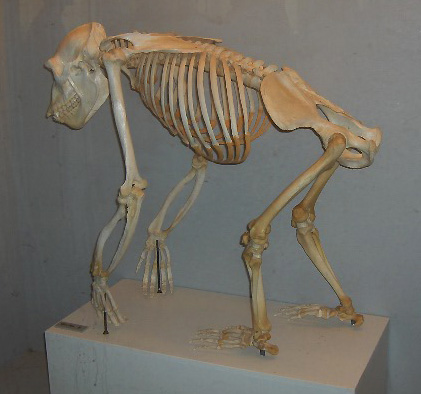
Csimpánz csontváza. A csimpánzok és az ember közös ősei mintegy 6-7 millió évvel ezelőtt élhettek, az Australopithecina-fajok megjelenése előtt. Így számos vonásuk megegyezik a korai Australopithecina-fajokéval

Az Australopithecina csoport fajai átmenetet képeznek az emberszabású majmok és az ember között (régebbi kifejezéssel „majomemberek”nek nevezték őket). Számos majomszerű vonásuk volt, viszont két lábon jártak, a fákon már ügyetlenebbül mozogtak. Első fajaik mintegy 6 millió évvel ezelőtt jelentek meg, az utolsók kb. 1 millió éve haltak ki. Korábbi fajaikat (Australopithecus nem) a mai ember ősének tekintjük, a későbbieket (Paranthropus nem) pedig idővel kihalt oldalágnak.
Majomszerű vonásaik (a korai fajoknál kifejezettebbek, a későbbieknél kevésbé):
- lapos homlok;
- előreugró arckoponya;
- erőteljes állkapocs;
- nagy szem- és zápfogak;
- nagy nemi dimorfizmus;
- kúpos mellkas;
- viszonylag hosszú karok;
- alacsony termet (a hímek 150 cm, a nőstények 120 cm körül);
- viszonylag kicsi, de az emberszabású majmokénál nagyobb agytérfogat (375–525 cm³ között).

Emberszerű vonásaik főleg a két lábon járás eredményei:
- emberszerű lábfej (haránt és hosszanti boltozattal, előre mutató nagy lábujjal);
- emberszerűbb medence- és vázcsontok;
- parabola alakú fogsorív.

## Viselkedésük, életkörülményeik

### Társas viszonyaik
Az Australopithecina-fajok viselkedésére és életkörülményeikre elsősorban csontleleteik alapján lehet következtetni. Louis Leakey angol antropológus az elsők között ismerte fel, hogy életmódjuk megismerésében nagy segítséget jelenthet a ma élő emberszabású majmok viselkedésének tanulmányozása. A testfelépítés és a viselkedés között ugyanis általában szoros kapcsolat van, amelynek egyik legfontosabb kifejezője egy faj nemi dimorfizmusa (hím és nőstény egyedei közötti kétalakúság).
A nemi dimorfizmus alapján úgy tűnik, hogy a korai Australopithecus-fajok az afrikai szavannákon ma élő páviánokhoz hasonlóan élhettek: vagyis domináns hímek vezette családokban, amelyek nőstényekből és azok kölykeiből álltak. A későbbi fajoknál a nemi dimorfizmus egyre kisebb lett: az Australopithecus africanusnál már a mai csimpánzokéval egyezett. Így ők feltehetően hozzájuk hasonlóan a következőképpen élhettek:
- zárt csoportokban több hím és nőstény élt együtt;
- nemi érésük után a hím utódok a csoportban maradtak, a nőstények elhagyták azt;
- a rokon hímek közösen, egymással együttműködve védik a nőstényeket és a csoport területét;
- a nőstények között lazább a kapcsolat;
- egy hím több nősténnyel tart kapcsolatot (poligámia).

Ez a csoportszerkezet tehát már átmenet a poligámiából a mai emberre többnyire jellemző monogámia felé.
Az Australopithecus-fajok elsősorban növényeket fogyasztottak, de ha alkalmuk volt rá, valószínűleg a mai csimpánzokhoz hasonlóan csoportosan kisebb állatokat is elejthettek.

### Eszközeik
Az Australopithecus-fajok beszédképességéről és eszközhasználatáról csak feltételezések vannak.
A tanzániai Olduvai-szurdokban és Etiópiában 2,4-2,3 millió éves egyszerű, durván megmunkált kőeszközöket találtak (Olduvai-ipar): feltételezik róluk, hogy Australopithecus-fajok készítették és használtak őket. Nicholas Toth amerikai antropológus szerint ezeket a kőeszközöket úgy készítették, hogy készítőinek nem volt különösebb előzetes elképzelésük az eszközök végső alakjáról. Azonban ezen kőeszközök elkészítése már viszonylag összetett munkafolyamat eredménye lehetett: megfelelő minőségű, méretű és alakú köveket kellett megfelelő erővel és szögben egymásnak ütni.
Toth szerint ez azt mutatja, hogy az Australopithecus-fajok értelmi képességei meghaladták a mai emberszabású majmokét. Elgondolásának bizonyítására társult Sue Savage-Rumbaugh amerikai pszichológusnővel (aki Kanzi, a híres törpecsimpánz kommunikációs képességeit kutatta Atlantában), hogy megtudják: mennyire lehet Kanzit megtanítani kőeszközök készítésére. Azt tapasztalták, hogy bár sikerült neki pattintott szilánkokat előállítani, de azok korántsem voltak olyan minőségűek, mint az Olduvai-ipar „termékei”. Ezzel sikerült bizonyítani Toth elgondolását.
Az Australopithecus-fajok a tüzet valószínűleg nem használták.

## Kialakulásuk
Az Australopithecus-fajok őseiről a leletek hiánya miatt csak feltételezéseink vannak, ugyanis az emberszerűek leletanyagai szinte teljesen hiányoznak a 9-5 millió évvel ezelőtti időintervallumból. 10-15 millió évvel ezelőttről számos emberszabású majom-faj maradványait megtalálták (például Rudapithecus hungaricus), és 4 millió évesnél fiatalabb fosszíliák is akadnak viszonylag szép számmal.

### „East Side Story”
Az antropológusok tehát okkal feltételezik, hogy a középső miocén nagyon fontos lehetett az emberszerűek fejlődésében. Mintegy 15 millió évvel ezelőtt Afrikát kelettől nyugatig összefüggő erdőségek borították. A kéregváltozások eredményeképpen azonban mintegy 12 millió éve létrejött a Kelet-Afrikán észak-déli irányban végighúzódó hatalmas árokrendszer, a Nagy-hasadékvölgy, amely elzárta Kelet-Afrikát a nedves légtömegek elől, így ott a korábbi összefüggő erdőségek széttöredeztek: erdőfoltokból, fás-cserjés ligetekből álló területek alakultak ki, azonban a nyílt füves térségek még nem voltak jellemzőek a vidékre. A hasadékvölgy kialakulása kettős következménnyel járt: egyrészt állatpopulációkat választott ketté; másrészt pedig változatosabb ökológiai viszonyokat hozott létre (hűvösebb, erdős fennsíkok ill. forró, száraz alföldek), amely körülmények köztudottan az evolúció gyorsítói.

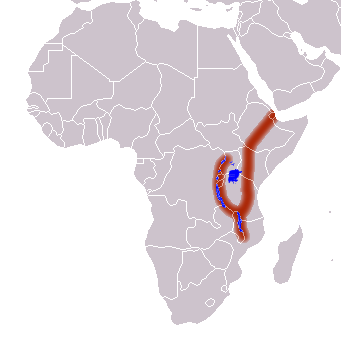
A Nagy-hasadékvölgy

Yves Coppens francia antropológus szerint a Nagy-hasadékvölgy meghatározó szerepet játszott az emberszerűek további fejlődésében: a nyugati (csapadékosabb, erdei környezetben élő) populációk leszármazottai a mai csimpánzok; míg a keleti (szárazabb, nyíltabb területeken elő) populációkból fejlődött ki a mai ember leszármazási vonala. Az események ezen feltételezett láncolatát nevezte Coppens „East Side Story”-nak. Az elképzeléssel összhangban vannak a tények is: mivel korai emberelődök maradványait eddig csak Kelet-Afrikában találták meg és a molekuláris biológiai vizsgálatok is ebbe a korba helyezik az ember és a csimpánz fejlődési vonalának elválását. Ez az elmélet a Sahelanthropus tchadensis megtalálásával megrendült.

### Toumai

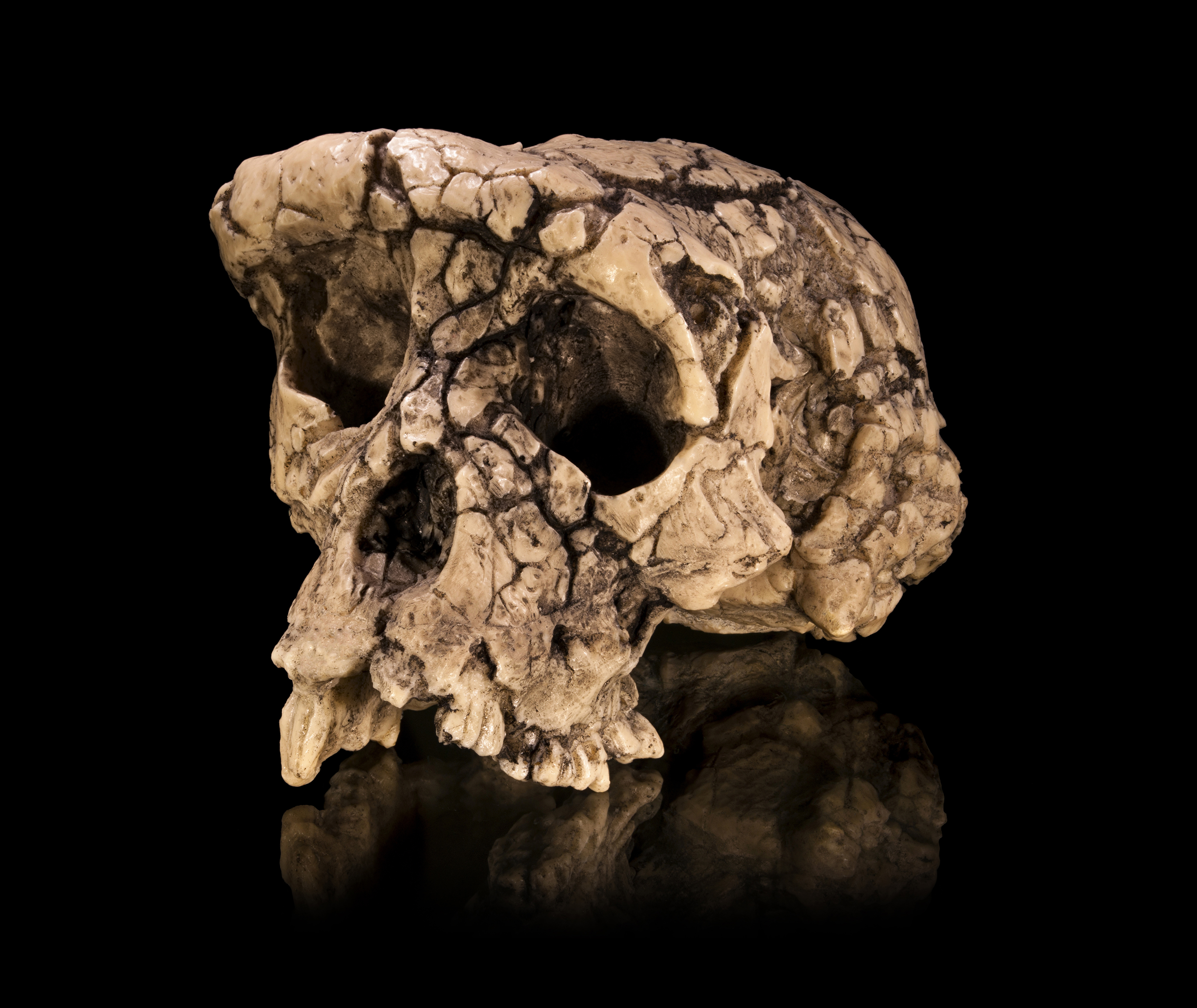
Toumai

2002-ben a francia Michel Brunet vezette kutatócsoport Csád területén egy csaknem teljesen ép, 7 millió éves hominida-koponyát talált, amelyet Toumai-nak neveztek el, katalógusszáma TM 266-01-060-1. A faj tudományos neve Sahelanthropus tchadensis lett. A nagyon várt lelet meglehetős felbolydulást keltett az antropológusok között, hiszen a Nagy-hasadékvölgytől mintegy 2500 km-re nyugatra találták („rossz helyen”) és így lehetséges, hogy felborítja az eddig megalkotott, viszonylag elfogadott fenti elméletet az emberszabású majmok és a hominidák fejlődési vonalának szétválásáról.
A leletek megtalálása óta eltelt idő alatt még nem sikerült megállapítani pontos helyét az emberi leszármazási vonalhoz. Vannak, akik vitatják, hogy hominida lenne: ők túl laposnak és kicsinek tartják a koponyát. Christoph Zollikofer vezette kutatócsoport azonban az öreglyuk (ahol a gerinc a koponyához csatlakozik) helyzetéből arra következtet, hogy Toumai talán már képes lehetett két lábon járni. A tudományos vitákból kiérezhető egyfajta angolszász-francia rivalizálás is.

### Ami még biztosnak tűnik
Az első, két lábon járó korai emberelődök tehát a késő miocén idején (mintegy 10-5 millió éve) jelenhettek meg Kelet- vagy Közép-Afrikában (mindenesetre több fajról lehet szó!) és kb. olyanformán élhettek, mint manapság a páviánok (babuinok) az afrikai szavannákon. Ez az a kérdéses időszak, amelyből szinte teljesen hiányoznak a leletek. A feltételezések szerint ebben az időszakban az ősi emberszabású majmok egy populációja (a későbbi Australopithecus-fajok feltételezett ősei) úgy alkalmazkodott a szárazabb körülményekhez, hogy a kialakult fás szavanna környezetben még a fákon éltek és táplálkoztak, de a fák között már két lábon járva közlekedtek. Peter Rodman és Henry McHenry antropológusok szerint a két lábon való járás azért volt előnyös, mert a helyváltoztatás egy hatékonyabb formáját biztosította a ritkábbá vált fás környezetben egy félig majom-, félig emberszerű lény számára. 
Ha áttekintésként megvizsgáljuk a csimpánztól a Homo erectus-ig a főbb fejlődési fokozatok testalkatát, akkor a csimpánzok testalkata inkább az erdei környezethez, az Australopithecus-fajoké a fás szavanna környezethez, végül a Homo erectusoké pedig a bozótos szavannai környezethez való alkalmazkodást tükrözi.

### A „vízimajom-elmélet”
Egy újkeletű elmélet szerint az ember legkorábbi elődei 8-4 millió évvel ezelőtt (a csimpánzoktól történt „elválás” után, de még az Australopithecusok megjelenése előtt) különféle geológiai események következtében 1-2 millió évig részleges vagy teljes tengeri életmódot folytattak. Tehát az australopithecusok távolabbi vagy közelebbi genetikai ősei vízi életmódot folytattak, de kb. 4 millió évvel ezelőtt valamilyen oknál fogva mégis elhagyták a sekély tengerparti élőhelyüket és már felegyenesedve újra meghódították Afrika belső területeit.

## Az ismert Australopithechina-fajok
A megtalált fosszíliák (megkövesedett csontvázak) alapján az alábbi néhány Australopithecina-fajt ismerjük, azonban a véletlen óriási jelentőségét ismerve a fosszilizáció jelensége során feltételezhető, hogy ezen fajok csak töredékei a ténylegesen élt fajok számának. Az alábbi fajokat tehát általában csak töredékes maradványaik után ismerjük, ezért pontos besorolásuk egymáshoz és az ember leszármazási vonalába rendkívül nehézkes és állandó viták tárgya az antropológusok között.

### Australopithechus ramidus

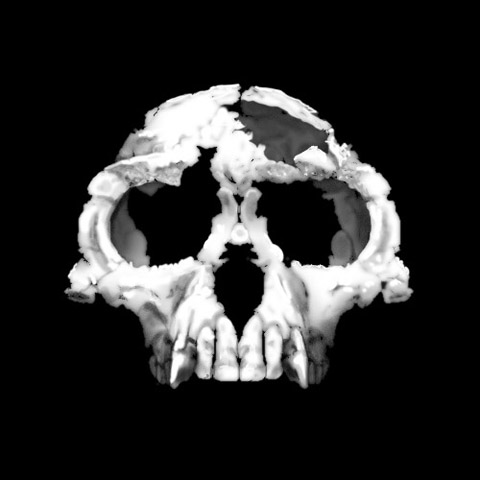
Ardi

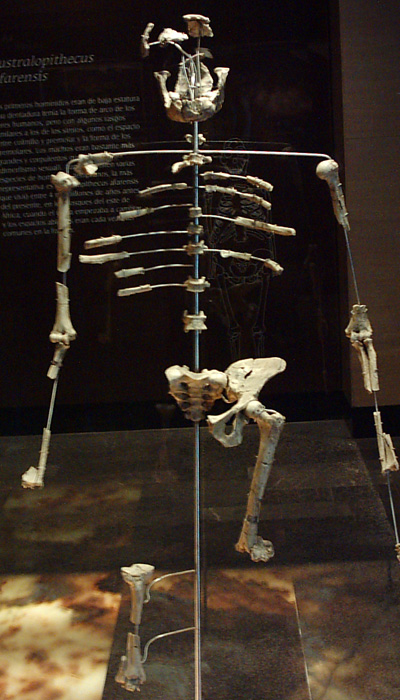
Australopithecus afarensis, „Lucy” csontvázának másolata a Mexikói Nemzeti Antropológiai Múzeumban

Nevezik még Ardipithecus ramidusnak is, amely magyarul kb. annyit tesz, mint „földi majom a gyökereknél”. A fajt T. D. White és munkatársai írták le 1994-ben – ARA-VP-6/1 (Ardi). A legrégebbi ismert Australopithecus-féle, maradványait Etiópiában találták meg az 1990-es évek elején, kora mintegy 4,4 millió év. Csontjai alapján a csimpánzra hasonlított és feltehetően erdőben élt, de már minden valószínűség szerint két lábon járt.

### Australopithecus anamensis
A faj 4,2-3,9 millió évvel ezelőtt élt, Meave Leakey és munkatársai írták le 1995-ben (típuspéldány: KP 29.285). Maradványait főleg a kenyai Turkana-tó (régen: Rudolf-tó) környékén találták meg. Az Australopithechus ramidusnál nagyobb testű lehetett. Fogaiból ítélve változatosabb környezetben élhetett, mint az Australopithechus ramidus, vagyis az erdős területektől a nyílt térségekig előfordulhatott.

### Australopithecus afarensis

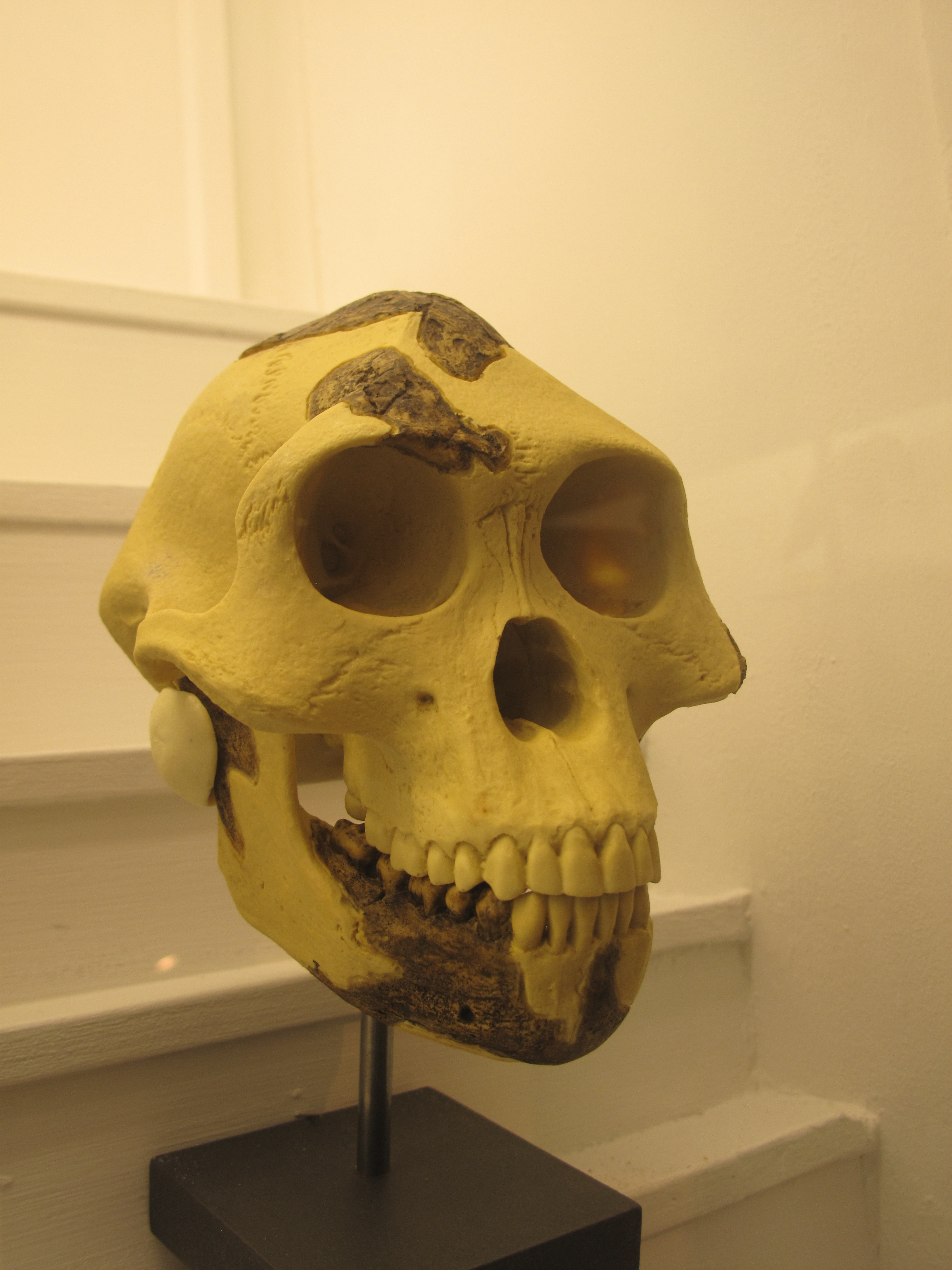
Az 1974-ben talált LH 4 koponya

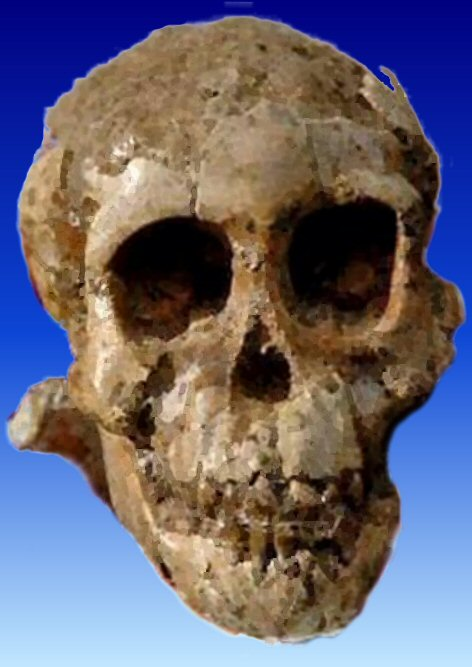
Selam

A tudományos név magyarul: „déli majom Afar-földről”. Egyesek szerint ebből az Australopithecus-fajból váltak ki a Homo nemhez tartozó előemberek. A mintegy 4-2,5 millió évvel ezelőtt élt fajt D. Johanson és munkatársai írták le 1978-ban. Sokáig egy Etiópiában talált nőstény, (Lucy) csontvázának töredékeiből tudtuk róla a legtöbbet, de a kevés és hiányos lelet miatt ez nem volt sok. Nagy volt náluk az ivari kétalakúság, a nemi dimorfizmus: a kb. 75 kg-os hímek mintegy kétszer akkorák lehettek, mint a nőstények. Ebből és viszonylag nagy szemfogaikból ítélve nagyjából úgy élhettek, mint a mai szavannai páviánok, vagyis domináns hímek vezette családokban.
Agytérfogatuk kevéssel volt nagyobb, mint a mai csimpánzoké: 420–500 cm³, medencéjük azonban erősen eltért a csimpánzokétól, és kissé a későbbi australopithecus-októl is különbözött. A tanzániai Laetoliban három egyed megkövesedett lábnyomát találták meg: ezekből egyértelműen kitűnik, hogy két lábon jártak, és nagylábujjaik már az emberhez hasonlóan előre mutattak. Feltehetően erdőkben éltek, de a fákon a mai csimpánzoknál esetlenebbül közlekedtek.
Egyes kutatók ebbe a fajba sorolják a 3,5 millió évvel ezelőtt élt lapos arcú embert: ennek koponyáját Meave Leakey találta meg – ő külön nembe sorolta, és Kenyanthropus platyopsnak nevezte el.
2000-ben egy 3,3 millió évvel ezelőtt élt kislány jól megőrzött maradványait tárták fel Etiópiában. A DIK-1 katalógusszámú, Selam – azaz Béke – névre keresztelt „kislány” a valaha talált legősibb gyermekmaradvány, amely a kutatást végző régészcsoport véleménye szerint azért maradhatott meg ilyen jó állapotban, mert halála után nem sokkal a testet talán áradásból származó üledék, iszap borította be. Selam több mint 100 ezer évvel korábban élt, mint Lucy. Megmaradt teljes koponyája, gerincének felső szakasza, megmaradtak a bordák, mindkét lapocka, a kulcscsontok, a jobb könyök és a kéz egy része, mindkét térd, a sípcsontok és combcsontok nagy része. Az egyik láb szinte teljes egészében megmaradt. Ez az első olyan afarensis, amelynél teljes lapockát ("vállcsontot") találtak. Selam lapockája ráadásul evolúciós átmeneti forma: a rajta lévő, izomtapadásra szolgáló csonttaréj az ember és az emberszabású majmok hasonló képződménye közt félúton helyezkedik el. Fontos a nyelvcsont (os hyoideum), aminek formája arra utal, hogy az afarensisek leginkább a csimpánzokéhoz hasonlatos hangokat hallathattak.

### Australopithecus garhi
Maradványait Etiópiában, Addisz-Abeba környékén találták meg. A fajt Asfaw és munkatársai írták le 1999-ben. Mások inkább az Australopithechus afarensis fajba sorolnák.

### Australopithecus bahrelgazali
1993-ban Csádban talált 3,5-3 millió éves leletek alapján Michel Brunet és munkatársai írták le 1996-ban. A tudományos neve magyarul azt jelenti: „déli majom Bahr el Gazal-ból”. Valószínűleg oldalág, vagyis nem volt benne az emberhez vezető leszármazási vonalban.

### Australopithecus sediba
A 2010-es évek elejéig talált legfrissebb Australopithecus-faj. A két, nagy százalékban megmaradt csontvázból álló, kövült leletet a dél-afrikai Malapa-barlangokban találták 2008 kora őszén.

### Australopithecus africanus
Feltehetően ez az Australopithecus-faj volt az ember őse, mintegy 3-2,5 millió évvel ezelőtt élt. Maradványait először Dél-Afrikában találták meg (Raymond Dart, 1924). Ez a lelet egy gyermekkoponya, tejfogazattal (innen a név: „taungi gyermek”). Test- és agymérete nagyjából megegyezett az Australopithechus afarensis-ével. Hozzá hasonlóan szintén két lábon járt, szemfogai már kisebbek voltak, viszont még erős nemi dimorfizmus jellemezte a fajt. A tudományos neve magyarul azt jelenti: „afrikai déli majom”.

### Paranthropus aethiopicus
A faj már az Australopithecina csoport Paranthropus nemébe tartozik (korábban Australopithecus aethiopicusnak is nevezték, ez magyarul „etióp déli majmot” jelent). A fajt Y. Coppens és C. Arambourg írta le 1968-ban. Mintegy 2,5-2 millió évvel ezelőtt élhetett, valószínűleg belőle alakult ki a Paranthropus boisei és a Paranthropus robustus, így nem volt benne az emberhez vezető leszármazási vonalban.

### Paranthropus robustus
Ez a faj is az Australopithecina ág Paranthropus nemébe tartozik (korábban Australopithecus robustusnak is nevezték, ami „robusztus déli majmot” jelent magyarul) és a mai emberhez vezető Homo nem megjelenése után tűnt fel, mintegy 2,5 millió évvel ezelőtt és kb. 1 millió éve halt ki. Leleteit több kelet-afrikai lelőhelyen megtalálták Etiópiától Ugandáig. A fajt 1938-ban írta le R. Broom.
Agytérfogatuk 500 cm³ körül lehetett, testtömegük pedig 40–80 kg között. Gorillaszerű növényevő lények lehettek: robusztus, majomszerű koponyával, erős állkapoccsal, amelyben hatalmas zápfogak ültek. A koponyatetőn (talán csak a hímeknél) egy erőteljes, nyílirányban (saggitálisan) végigfutó taraj húzódott végig. Az antropológusok kihalt mellékágnak tartják, feltehetően a Paranthropus aethiopicusból fejlődött ki.
Fogazatuk alapján étrendjük változatos lehetett: ettek fűféléket, gyümölcsöket, magvakat, gyökereket, és feltételezhető, hogy húst is.

### Paranthropus boisei

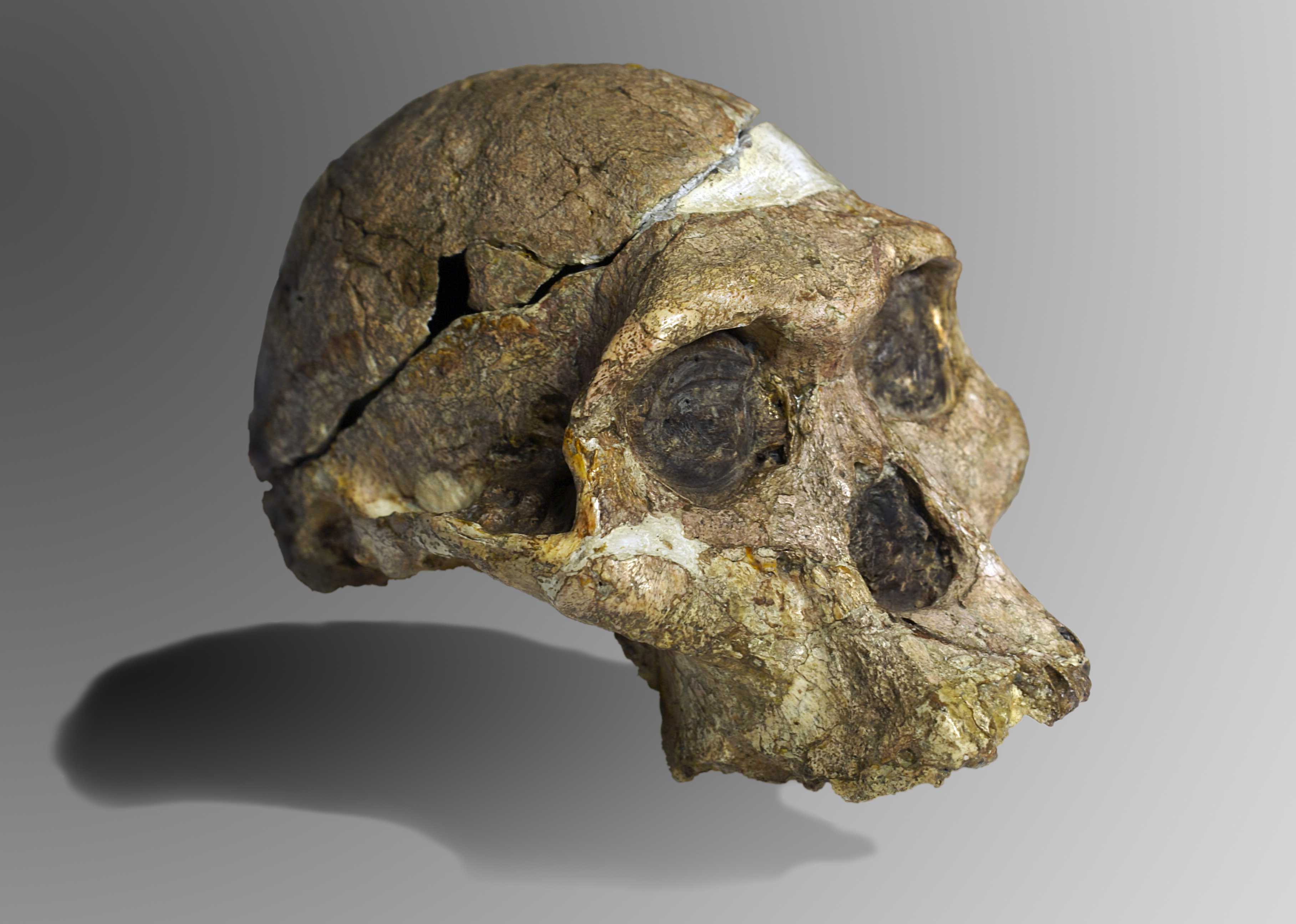
Australopithecus africanus koponyája

Szintén az Australopithecina ág Paranthropus nemébe tartozik (korábban Australopithecus boiseinek is nevezték, ami „Boise déli majmát” jelenti magyarul, Charles Boise után, aki támogatta a Leakey házaspár munkáját). A fajt Louis Leakey írta le 1959-ben. A Paranthropus robustushoz hasonló testfelépítésű és életmódú lények lehettek, mintegy 2-1 millió évvel ezelőtt éltek. Az antropológusok szintén egy kihalt mellékágnak tartják, feltehetően a Paranthropus aethiopicusból fejlődött ki.

## Az Australopithecina-fajok kihalása
Már szó volt róla, hogy a korai előemberek (Homo rudolfensis, Homo habilis, Homo ergaster) feltehetően a Australopithecus africanus vagy a Australopithecus afarensis fajokból fejlődtek ki, így azok – de még a valamelyikükből kifejlődött korai Homo erectus is – együtt élhettek a késői Australopithecina-fajokkal (Paranthropus robustus és Paranthropus boisei).
Nincs döntő bizonyíték arra nézve, hogy utóbbiak – mintegy 1 millió évvel ezelőtt – miért halhattak ki; kihalásuk magyarázatára több elképzelés is született.

### Túlságosan specializált növényevőkké váltak
Egy elmélet szerint a Paranthropus-nem fajai túlságosan specializált növényevőkké váltak és nem tudtak alkalmazkodni a növényvilág további változásához.

### Alulmaradtak a páviánokkal szemben
Egy másik elképzelés azon alapul, hogy a Paranthropus-fajok kihalása a szavannán élő páviánok elterjedésével esett egybe. Tehát elképzelhető, hogy a kérdéses fajok között kompetíció (fajok közötti versengés) alakult ki ugyanazon erőforrásokért, amely versengésből a páviánok kerültek ki győztesen.

### A Homo erectus vadászata
Egy harmadik elmélet szerint a Paranthropus-fajok a korai Homo erectus-ok túlzott vadászatának eshettek áldozatul. Ennek alapja a következő meggondolás: ismert, hogy a főleg növényevő csimpánzok kisebb-nagyobb rendszerességgel náluk kisebb majmokra vadásznak. Ebből következik, hogy a húsevés nemhogy elhanyagolható a számukra, de képesek erőfeszítéseket is tenni érte. A csimpánzok kevéssé specializált állatok, így csak olyan fajokra tudnak eredményesen vadászni, amelyek viszonylag kis energiabefektetéssel és viszonylag veszélytelenül elejthetők, és amely fajoknak nincs kialakult hatékony védekező mechanizmusuk főemlősök támadása ellen. Ilyen fajok például a kolobuszmajmok.
Ha most arra gondolunk, hogy a húsevés az idők során egyre nagyobb jelentőségűvé vált a (korai) Homo-fajok között, és a vadászati technikák is ezzel párhuzamosan fejlődtek, akkor nem lehet kizárni, hogy a fejlettebb és erőteljesebb korai Homo-fajok a kihalásig vadászhatták a késői Australopithecus-fajokat. A korai Homo-fajoknak ugyanis még messze nem volt olyan fejlett vadásztechnikájuk, mint a késő paleolitikum emberének, amely már gyapjas mamutokat is képes volt elejteni. Így a korai Homo-fajok feltehetően nem tudtak a szavannák fürge lábú állataira vadászni, sem a lomhább, de nagy testű állatokra és még kevésbé a nagyragadozókra: maradtak tehát a Paranthropus-fajok. A kihalásuk után ökológiai fülkéjüket pedig a páviánok foglalták el.

### További irodalom
- Gyenis Gyula: Humánbiológia, a hominidák evolúciója; Nemzeti Tankönyvkiadó, 2001.
- Richard Leakey: Az emberiség eredete; Kulturtrade, 1997.
- Csányi Vilmos: Az emberi természet; Vince, 2000.
- Ernst Mayr: Mi az evolúció?; Vince, 2003.

### Lásd még
- Emberré válás
- Az emberfélék fosszíliáinak listája

#### Australopithecus-fajok
- Australopithecus
- The Evolution of Man
- Hominid Species
- Human Evolution Archeology Archiválva 2009. augusztus 18-i dátummal a Wayback Machine-ben
- Australopithecines
- Hominid Specis Timeline
- Australopithecus
- Lucy
- Australopithecus garhi: a new-found link?
- Paleoanthropology in the 1990's
- Eastern African fossil hominid specimens
- Australopithecus afarensis (Lucy)
- Selam
- A Lapos arcú ember mégis Lucy rokona
- The Hominid Family Tree
- The Genus Australopithecus
- Australopithecus ramidus–‘the missing link’?
- Australopithecus africanus

#### Toumai
- Mégsem Kelet-Afrikából ered az emberiség?
- Toumai
- Sahelanthropus tchadensis
- Toumaï, the face of the deep
- Monkey or man? Toumai, hailed as our oldest ancestor, is stirring ancient scientific rivalries